# Croxton (Norfolk)
Pour les articles homonymes, voir Croxton.
Croxton est une paroisse civile et un village du Norfolk, en Angleterre.